# テンペスト (バンド)
テンペスト（Tempest）は、イングランド出身のプログレッシブ・ロック・バンド。
1972年に元コロシアムのドラマーのジョン・ハイズマンが中心となり結成された。アラン・ホールズワース、オリー・ハルソールといった実力派のギタリストを擁していたが、僅か2年余りの短命に終わった。

## 略歴
1972年、ハイズマン（ドラムス）、元ニュークリアスのホールズワース（ギター）、元ジューシー・ルーシーのポール・ウィリアムス（リード・ボーカル）、元コロシアム、ユーライア・ヒープのマーク・クラーク（ベース）によって結成された。1973年にセルフタイトルのデビュー・アルバム『テンペスト』を発表。ホールズワースのギターを前面に出し、プログレッシブ・ロックの中ではハードロック寄りの音楽を聴かせた。
その後、元パトゥのハルソール（ギター）が加入し、一時的にツイン・ギター編成となる。この時期のライブは伝説となっているが、やがてホールズワースとウィリアムスが脱退した。彼等はハイズマン、クラーク、ハルソールの3人編成になり、1974年にセカンド・アルバム『眩暈』を発表するが、これを最後に解散した。
ハイズマンはその後、ゲイリー・ムーア等とコロシアムIIを結成した。

## メンバー

### 第1期
※アルバム『テンペスト』（1973年3月）
- ポール・ウィリアムス（リード・ボーカル）…元ジューシー・ルーシー
- アラン・ホールズワース（ギター）…元ニュークリアス
- マーク・クラーク（ベース、ボーカル、キーボード）…元コロシアム、ユーライア・ヒープ
- ジョン・ハイズマン（ドラム）…元コロシアム

### 第2期
- ポール・ウィリアムス（リード・ボーカル）
- アラン・ホールズワース（ギター）
- オリー・ハルソール（ギター、ボーカル）…元パトゥ
- マーク・クラーク（ベース、ボーカル、キーボード）
- ジョン・ハイズマン（ドラム）

### 第3期
※アルバム『眩暈』（1974年）
- オリー・ハルソール（ギター、ボーカル、キーボード）
- マーク・クラーク（ベース、ボーカル）
- ジョン・ハイズマン（ドラム）

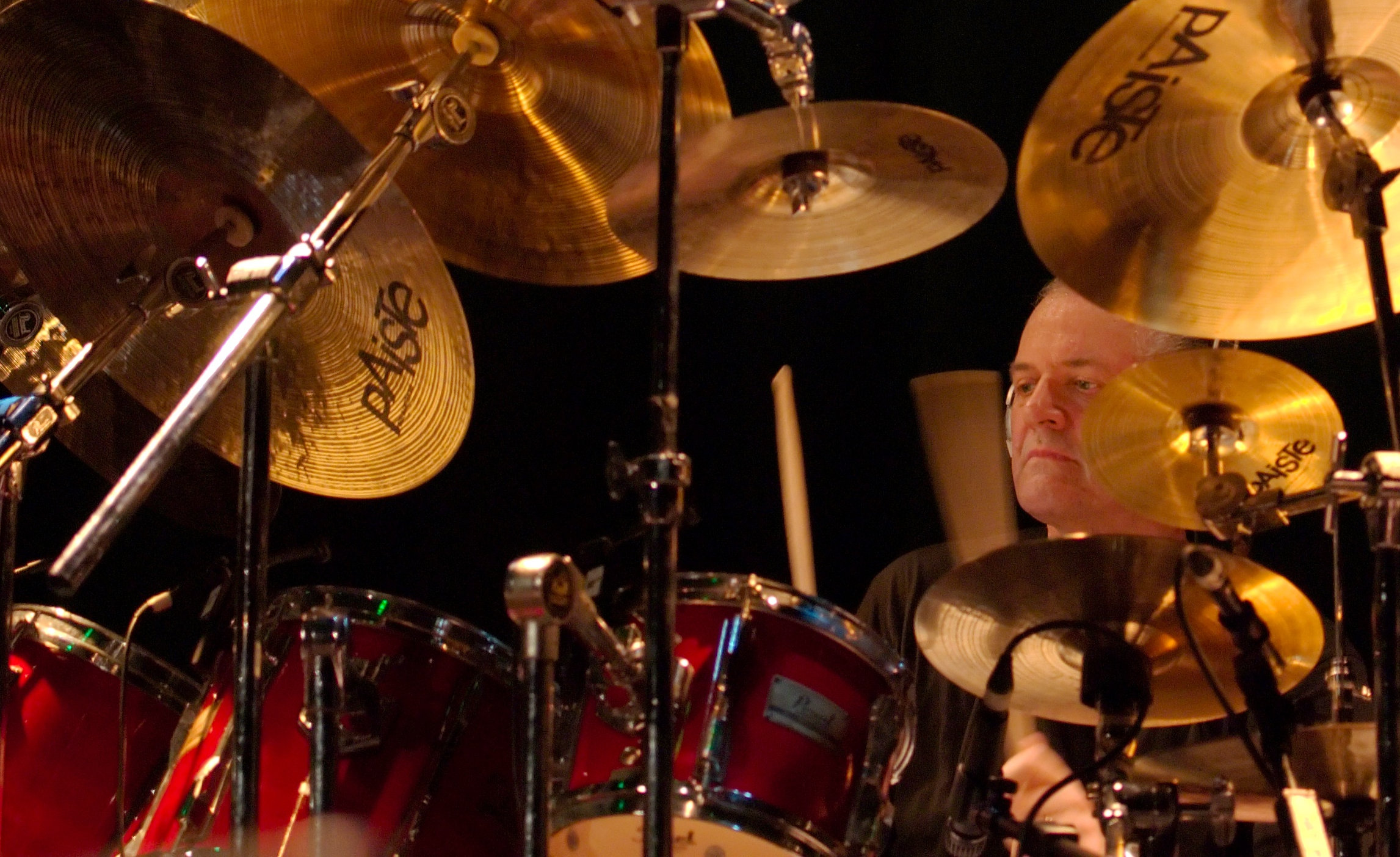
ジョン・ハイズマン(Ds) 2008年
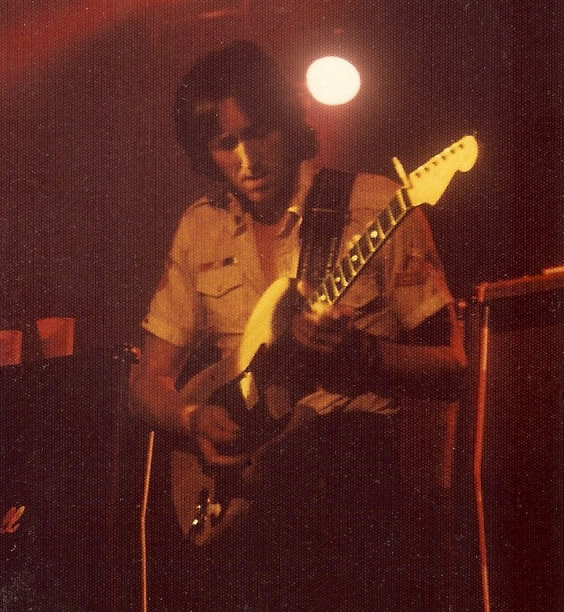
アラン・ホールズワース(G) 1978年
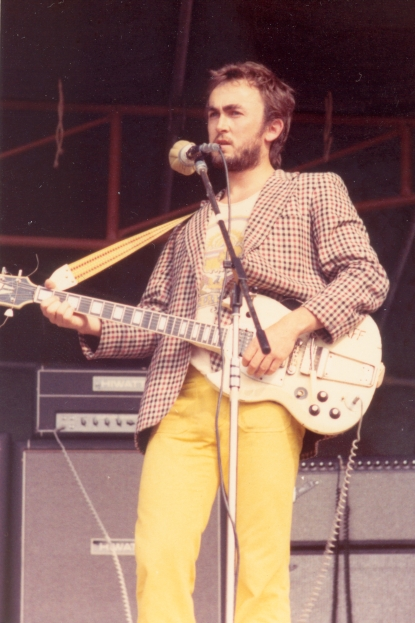
オリー・ハルソール(G) 1974年

## ディスコグラフィ

### スタジオ・アルバム
- 『テンペスト』 - Tempest (1973年)
- 『眩暈』 - Living In Fear (1974年)

### コンピレーション
- 『アンダー・ザ・ブロッサム - ジ・アンソロジー』 - Under The Blossom / The Anthology (2005年)